# Sylvie Silva
Sylvie Da Costa Silva (sinh năm 1999) là một người mẫu người Bồ Đào Nha-Monaco và chủ nhân cuộc thi sắc đẹp đã đăng quang tại Hoa hậu Hoàn vũ Bồ Đào Nha 2019. Cô đại diện cho Bồ Đào Nha tại Hoa hậu Hoàn vũ 2019.

## Cuộc sống và sự nghiệp

### Đầu đời
Sylvie Silva sinh ra ở thành phố Monte Carlo, Monaco và lớn lên ở thành phố và đô thị Guimarães, Bồ Đào Nha. Cô làm việc như một người mẫu thời trang. Silva có thể nói trôi chảy tiếng Bồ Đào Nha, tiếng Pháp, tiếng Tây Ban Nha và tiếng Anh. Cô có một quá trình làm việc lâu dài trong lĩnh vực cuộc thi sắc đẹp. Cô lần đầu tham gia Miss Portuguesa Gaia 2019 và trở thành Á hậu thứ 2.

### Cuộc thi sắc đẹp
Silva tham gia cuộc thi Hoa hậu Hoàn vũ Bồ Đào Nha được tổ chức vào ngày 27 tháng 7 năm 2019 tại Gondomar. Cô được trao vương miện bởi các nhà tài trợ quốc tế như Filipa Barroso, Miss República Portuguesa 2017 và Miss Universo Bồ Đào Nha 2018 tại sự kiện cuối cùng của cuộc. Là Hoa hậu Hoàn vũ Bồ Đào Nha, Silva đại diện cho Bồ Đào Nha tại cuộc thi Hoa hậu Hoàn vũ 2019 nơi Catriona Gray của Philippines sẽ trao vương miện cho người kế vị vào cuối sự kiện. Trong đêm chung kết, cô dừng chân ở Top 20.